# Lycorea domingensis
Lycorea domingensis är en fjärilsart som beskrevs av Friedrich Wilhelm Niepelt 1927. Lycorea domingensis ingår i släktet Lycorea och familjen praktfjärilar. Inga underarter finns listade i Catalogue of Life.